# Neue Impulse Verlag
Der Neue Impulse Verlag bringt seit 1990 die seit 1963 erscheinenden Marxistischen Blätter heraus.

## Geschichte
Der Verlag wurde 1990 gegründet. Kurt Steinhaus, Robert Steigerwald, Willi Gerns und Lothar Geisler gründeten zu dem Zeitpunkt eine GmbH und ermöglichten damit dem ehrenamtlichen Herausgeberkreis sowie der vorwiegend ehrenamtlich arbeitenden Redaktion die weitere Herausgabe der Zeitschrift „Marxistische Blätter“, die alle zwei Monate erscheint.

## Verlagsprogramm
Neben den Marxistischen Blättern verlegt der Verlag auch andere Publikationen, die sich am Marxismus orientieren. Themen sind sowohl geschichtliche als auch solche zur aktuellen politischen Lage. Der Verlag steht der DKP nahe und ist ansässig beim Parteivorstand der DKP in Essen. Inzwischen ist auch eine Versandbuchhandlung angeschlossen.
Wichtige Publikationen des Verlages entstanden im „Projekt Klassenanalyse“ der Marx-Engels-Stiftung, das sich mit der Erforschung der Klassengesellschaft in Deutschland empirisch und theoretisch auseinandersetzt.
Des Weiteren gibt der Verlag die MASCH-Skripte heraus, theoretische Schriften in der Tradition der Marxistischen Arbeiterschulen. (Autoren sind u. a. Willi Gerns, Robert Steigerwald, Nina Hager und Thomas Metscher.)
Außerdem sind zahlreiche Publikationen des Verlages Marxistische Blätter beim „Neue Impulse Verlag“ digital erhältlich.

## Autoren
Hans-Peter Brenner, Leo Kofler (†), Domenico Losurdo (†), Peter Mertens, Thomas Metscher, Harald Neubert (†), Helmut Peters, André Scheer, Werner Seppmann (†), Robert Steigerwald (†), Manfred Wekwerth (†) und andere.